# Hrabstwo Hardin (Tennessee)
Hrabstwo Hardin (ang. Hardin County) – hrabstwo w stanie Tennessee w Stanach Zjednoczonych. Obszar całkowity hrabstwa obejmuje powierzchnię 596,31 mil² (1544,44 km²). Według szacunków United States Census Bureau w roku 2009 miało 26 258 mieszkańców.
Hrabstwo powstało w 1819 roku. 

## Miasta
- Adamsville
- Crump
- Saltillo
- Savannah[4]

## CDP
- Olivet
- Walnut Grove[4]